# Gopalpur (underdistrikt)
Gopalpur är ett underdistrikt i Bangladesh. Det ligger i den centrala delen av landet, 110 km nordväst om huvudstaden Dhaka.
Trakten runt Gopalpur består till största delen av jordbruksmark. Runt Gopalpur är det mycket tätbefolkat, med 1 692 invånare per kvadratkilometer.